# Manduca reducta
Manduca reducta là một loài bướm đêm thuộc họ Sphingidae. Nó được tìm thấy ở Peru và Bolivia.
There are probably multiple generations per year.

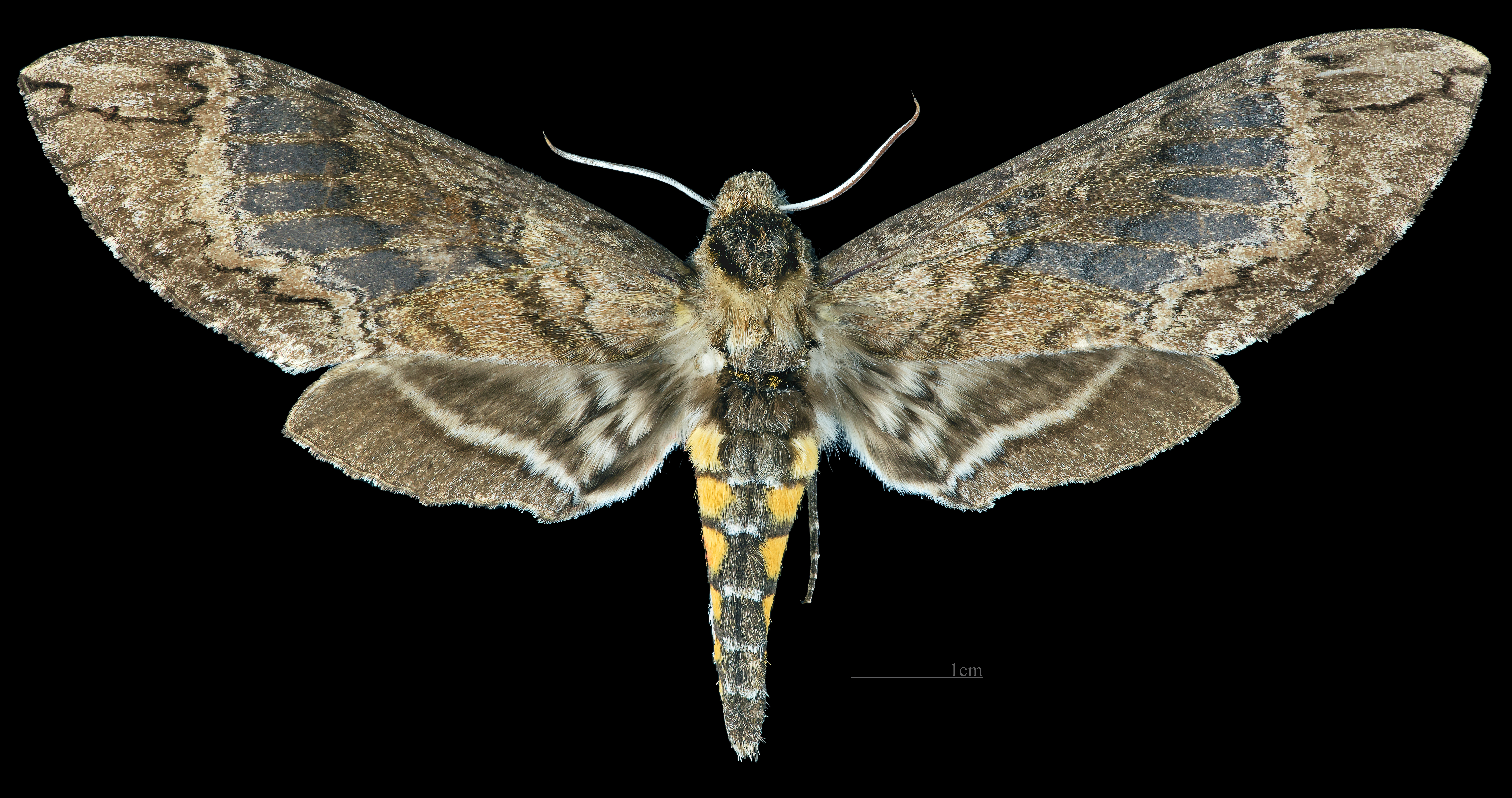
Manduca reducta ♀
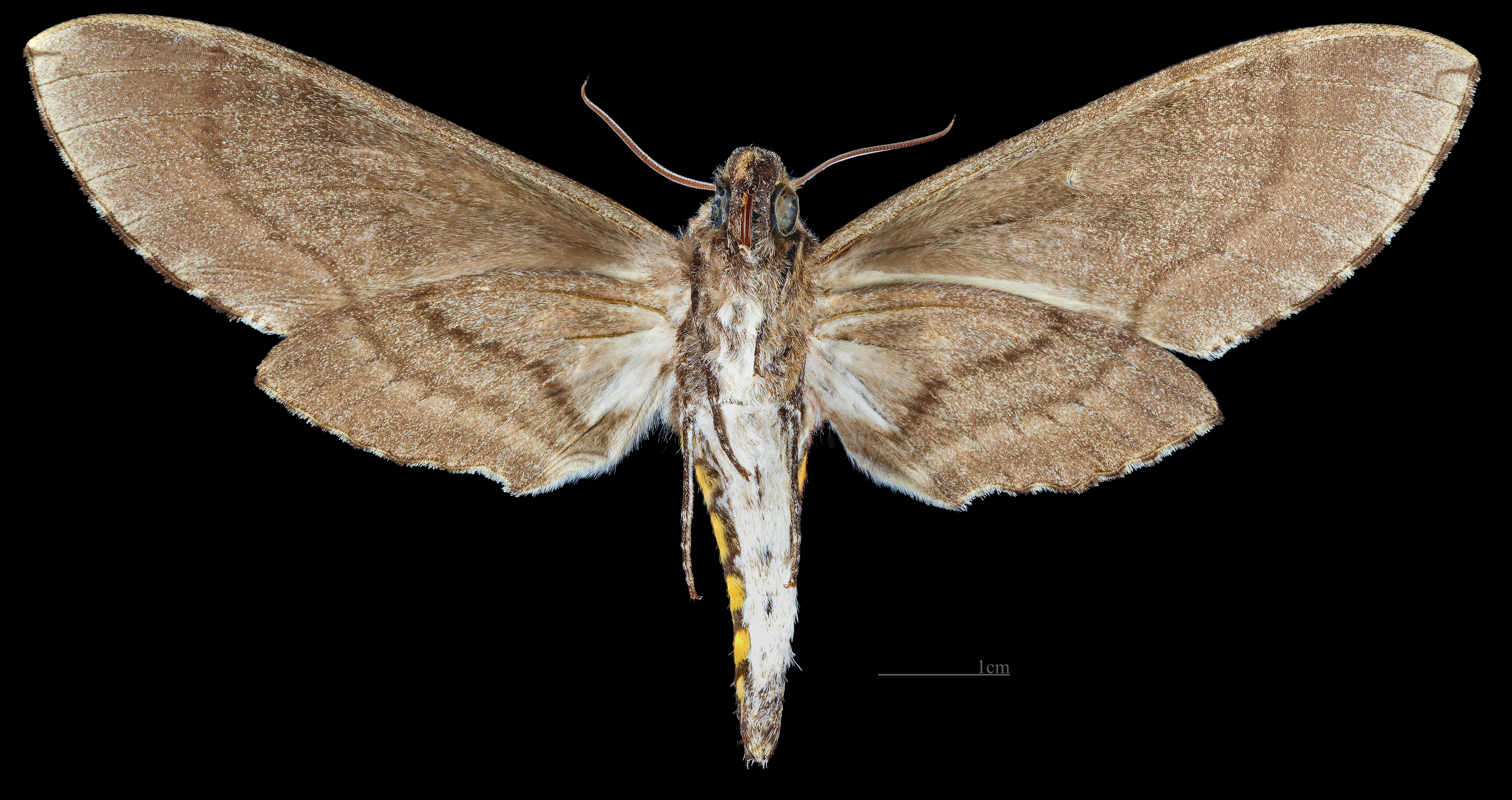
Manduca reducta ♀ △